# Дамбертон Оукс
Дамбертон Оукс (енгл. Dumbarton Oaks) је истраживачка библиотека, музеј и центар византолошких студија. Има богату збирку докумената из пејзажне архитектуре. Налази се у Вашингтону. Основали су га Роберт Вудс Блис и његова супруга Милдред Барнс Блис.

## Имање Дамбертон Оукс
Брачни пар је доста времена провео тражећи сталан дом у Вашингтону. Одлучили су се за куповину имовине у Џорџтауну. Роберт и Милдред званично су постали власници имања 15. новембра 1920. године. Дамбертон Оукс је био дом Роберта Вудс Блиса и његове супруге Милдред од 1920. до 1940. године. Роберт и Милдред су одлучили да прошире свој дом. Кућа је добила тзв. Музичку собу 1929. године, као и читаво ново крило. Припрему истраживачке библиотеке и колекције Дамбертон Оукса, Милдред и Роберт започели су 1936. године када су намерно кренули да увећавају своју збирку византијских и сродних ликовних радова. Већ 1938. године крећу са радом на изградњи библиотеке и изложбених павиљона. Дамбертонова библиотека је била правно пренета на Харвард 29. новембра 1940. године. Предајући Дамбертон Оукс Харварду, Милдред и Роберт Вудс Блис су пружили мале смернице за развој истраживачког института. У њиховом писму Харвардовом председнику изразили су своју жељу да се Дамбертон Оукс користи за студирање и истраживање у хуманистичким и ликовним уметностима, са посебним нагласком на византијску уметност, претколумбовску колекцију и историју и културу Источног царства у свим његовим аспектима. У сам поклон, поред истраживачке библиотеке, колекције и вртова је и сама зграда.

### Оснивачи
Оснивачи су брачни пар Роберт Будс Блис и његова супруга Милдред Барнс Блис.

#### Роберт Будс Блис
Роберт Вудс Блис рођен је 5. августа 1875. године у Сент Луису. Сматра се да је похађао тзв. припремне школе у Вирџинији и Минесоти, у периоду од 1894-1895. Дипломирао је уметност на Хардварду 1900. године.

#### Милдред Барнс Блис
Милдред Барнс Блис рођена је 9. септембра 1879. године у Њу Јорку. Похаћала је школу Госпође Потер у Кентакију. Милдрер је одлично говорила француски језик, а поред њега вешто је владала шпанским, италијанским и немачким језиком.

## Дамбертон Оукс данас
Сама мисија Дамбертон оукса данас, јесте да сачува оно што су оставили Роберт и Милдред, такође да подржи све љубитеље хуманистичких наука и да посебан значај придаје дисциплинама и стипендистима из области пејзажне архитектуре и византијских студија. Крајњи циљ јесте да људи имају приступ музеју, ѕбиркама и вртовима.

## Колекција ретких књига и некњижне грађе
Сакупљање ретких књига и некњижне грађе започела је средином 20. века Милдред Блис. Колекција садржи више од десет хиљада ретких и јединствених материјала, као што су отисци, цртежи, фотографије, аудио материјал и плакати. Многи записи су доступни у дигиталном облику. Збирка ретких књига, поред бројних монографских публикација, садржи и архиву врта, која чини преко шест хиљада цртежа и фотографија, које су такође отворени за јавност.

## Вртови Дамбертон Оукса
Захваљујући Милдред Барнс Блис и Беатрикс Феранд вртови Дамбертон Оукса постали су једно од његових главних обележја поред истраживачке библиотеке и његове колекције. За вртове Дамбертон оукса, Роберт и Милдред су ангажовали Беатрикс да их уреди 1920. године. Беатрикс и Милдред су радиле заједно, планирајући пажљиво сваки детаљ вртова Дамбертон оукса. Вртови Дамбертон оукса су постали светска атракција.
- Врт Дамбертон Оукса
- Врт Дамбертон Оукса
- Врт Дамбертон Оукса

## Музичка соба
Роберт Блис је ангажовао француског архитекту Арманду Алберту Ратеау да осмисли таваницу која би се слагала уз ренесансни дизајн целе собе. Поред Амрманда, ангажован је и амерички уметник Алин Кокс како би осликао мурале за суседни ходник и улазно степениште. Слике и уметнички предмети који постоје у Музичкој соби готово да нису променили место од када су у кући становали Милдред и Роберт. Скулптуре се налазе у италијанским ренесансним орманама, а слике обешене на зидовима, као и таписерије. Сама соба је у време становања брачног пара Блис била коришћена за музичке програме, научна предавања и образовне курсеве. Она и данас наставља да служи овим својим првобитним циљевима.